# Corps (entité)
Pour les articles homonymes, voir Corps.
Le terme corps est utilisé en physique et en chimie pour désigner les substances ou objets matériels.  
En chimie, on distingue les corps purs (constitués de molécules ou atomes tous identiques) des mélanges (constitués de molécules ou atomes différents).